# 狄米斯提厄斯
狄米斯提厄斯（希臘語：Θεμίστιος，317年—390年），古罗马外交官、修辞学家、哲學家，尽管他不是基督徒而且在见解上不尽相同，他仍受到了君士坦提烏斯二世、尤利安、约维安、瓦伦斯、格拉提安和狄奧多西一世的青睐。他曾入选元老院，还为亚里士多德作注。